# Macrocnema nicobarica
Macrocnema nicobarica is een zeeanemonensoort uit de familie Condylanthidae.
Macrocnema nicobarica is voor het eerst wetenschappelijk beschreven door Carlgren in 1928.